# Мур, Линдсей
Линдсей Мур (англ. Lindsey Moore; род. 3 июня 1991 в Такоме, Вашингтон, США) — американская профессиональная баскетболистка, выступала в женской национальной баскетбольной ассоциации. Была выбрана на драфте ВНБА 2013 года в первом раунде под двенадцатым номером клубом «Миннесота Линкс». А играла она в амплуа разыгрывающего защитника.

## Ранние годы
Линдсей Мур родилась 3 июня 1991 года в городе Такома, Вашингтон, в семье Рича и Эми Мур, у неё есть две старшие сестры, Челси и Эрин, училась немного восточнее, в городке Ковингтон, в средней школе Кентвуд, в которой выступала за местную баскетбольную команду.